# زواج المثليين في سونورا
زواج المثليين غير قانوني في الولاية المكسيكية سونورا. في 11 مايو 2016، أعلن مدير السجل المدني في سونورا أن الأزواج المثليين يمكن أن يبدأوا في الزواج في الولاية دون الحاجة إلى أمر قضائي من المحكمة. ومع ذلك، في 18 مايو 2016، أمر الحاكم جميع السجلات المدنية في الولاية بالتوقف عن تزويج الأزواج المثليين.

## تاريخ

### الأوامر القضائية
تم رفع قضية اعتراف مهمة في عام 2013. وعاد زوجان مثليان من الرجال، كانا قد تزوجا في مدينة مكسيكو في يوليو 2012، إلى سونورا وحاولا التسجيل كزوجين في برنامج الضمان الاجتماعي ومعهد الضمان الاجتماعي والخدمات لعمال ولاية سونورا. وحرما القبول في 8 تشرين الأول 2012، وقدمت طلبا بأمر قضائي من محكمة في بلدية كولياكان. في 9 أكتوبر 2013، منحت المحكمة الأمر القضائي الذي ينص على انتهاك حق الإنسان في تكوين أسرة دون تمييز.
في أوائل أيار/مايو 2014، حرم السجل المدني زوجتين مثليتين من الزواج في بلدية سان لويس ريو كولورادو. في 26 أيار/مايو 2014، رفعوا دعوى قضائية في المحكمة المحلية الخامسة للدائرة الخامسة عشرة في مكسيكالي، ولاية باخا كاليفورنيا. عُقدت جلسة استماع في 17 سبتمبر 2014. تلقى الزوجان حكمًا مؤيدًا في 22 أكتوبر 2014. كان من المقرر أن يتم حفل زفافهما في السجل المدني للويس ب. سانشيز في 13 فبراير 2015، ولكن تم عقده في منزل خاص بموافقة ومشاركة مسؤولي السجل.
تقدمت زوجتان مثليتان بطلب للحصول على رخصة زواج في 11 أغسطس 2014. تم رفضهما وتم تقديم أمر قضائي لاحقًا. وتم منحه في فبراير 2015.
في 1 مايو 2015، رفع 6 أزواج مثليين أوامر قضائية بعد حرمانهم من تراخيص الزواج من السجل المدني في هيرموسيلو.
بحلول 1 أيلول/سبتمبر 2016، كان 26 من الأزواج المثليين (20 منهم من الزوجات المثليات والباقي من 6 من الأزواج المثليين) قد طلبوا أوامر قضائية للزواج في سونورا. وقد تم منحهم جميعًا من قبل المحاكم.

### إجراءات تشريعية
تم تسليم مبادرة للسماح للأزواج المثليين بالزواج إلى كونغرس الولاية من قبل مرشح حزب العمال السابق لمنصب حاكم الولاية، ميغيل أنجيل هارو مورين، في يناير 2010. تم رفض الاقتراح في فبراير 2010، وقدمت الولاية طعنًا دستوريًا ضد فرض قوانين القانون المدني في المقاطعة الفيدرالية، والمتعلقة بزواج المثليين، على سونورا.
في سبتمبر 2017، وافقت جميع الأحزاب السياسية في الولاية على البدء في تحليل مشروع قانون زواج المثليين المقترح. وقال الراعي الرئيسي لمشروع القانون إنه يأمل أن يتم قبوله. 

### قرار مدير السجل المدني
في 11 أيار/مايو 2016، أعلنت مديرة السجل المدني لولاية سونورا، مارثا جوليسا بوخوركيز كاستيلو، أن الأزواج المثليين يمكن أن يبدأوا في الزواج في الولاية دون الحاجة إلى أمر قضائي. تم منح أكثر من 12 أمرًا قضائيًا المثليين في سونورا قبل اتخاذ القرار، وهو أكثر من 5 أوامر ضرورية لجعل الأحكام المخالفة للولاية في القانون المدني لاغية وغير صالحة للعمل.
مباشرة بعد القرار المذكور تقريبًا، أعلن المسجل المدني في بلدية نافوغوا أنه لا يزال يتعين منح الأزواج المثليين أمرًا قضائيًا حتى يتمكنوا من الزواج في البلدية. وقال إنه نظرًا لأن كونغرس سونورا لم يغير القانون بعد، فإن الأمر القضائي لا يزال ضروريًا.
في أعقاب قرار بوخوركيز كاستيلو، أعلن أعضاء الكونغرس من مختلف التوجهات السياسي دعمهم لتعديل قانون الأسرة لتعريف الزواج بأنه بين شخصين، بما في ذلك نواب من حزب العمل الوطني، و الحزب الثوري المؤسساتي وحزب الثورة الديمقراطية.
في 18 مايو 2016، أمرت الحاكمة كلوديا بافلوفيتش أريلانو جميع السجلات المدنية في الولاية بالتوقف عن تزويج الأزواج المثليين. وقالت إن القانون المدني في سونورا يحظر زواج المثليين وأن الولاية ستستمر في اتباع تلك القوانين (على الرغم من أن المواد الواردة في القانون المدني والتي تحرم حقوق الزواج من الأزواج المثلببن قد أعلنت بالفعل أنها غير صالحة للعمل وغير دستورية). وأضافت أن السجلات المدنية قد لا تزال ستزوج الأزواج المثليين فقط إذا تم منحهم أمرا قضائيا مسبقا.

## إحصاءات الزواج
على الرغم من أن زواج المثليين غير قانوني حاليًا في سونورا، فقد سُمح للزيجات بالاستمرار في القضايا الفردية، عبر أوامر قضائية.
في 5 أبريل 2017، تزوجت امرأتان في مدينة نوغاليس، مما جعلهما أول زوجين مثليين يتزوجان في المدينة. وحدثت ثاني حالة زواج المثليين في نوغاليس في أواخر أبريل عام 2017. عقدت أول حالة زواج المثليين في غوايماس عقدت في 8 أبريل.
بحلول يونيو عام 2017، تم تنفيذ 23 حالة زواج المثليين في الولاية.من بينها، عقدت 15 منها في هيرموسيلو ووقعت البقية في نوغاليس، غوايماس، سان لويس ريو كولورادو وبويرتو بيناسو. تزوج 32 من الأزواج المثليين في الولاية من مايو 2015 إلى نوفمبر 2017.

## الرأي العام
وجد استطلاع للرأي عام 2017 أجرته مؤسسة مجلس الاتصالات الاستراتيجية أن 50% من سكان سونورا يؤيدون زواج المثليين. كان 46% يعارضون ذلك.
وفقًا لمسح أجرته في عام 2018 أجراه المعهد الوطني للإحصاء والجغرافيا، عارض 31% من سكان سونورا زواج المثليين، وهو ثالث أقل معدل في كل المكسيك بعد باخا كاليفورنيا (31%) ومدينة مكسيكو (29%).